# Aigustė Anastasia von Litauen
Aigustė Anastasia von Litauen, (russisch Анастаси́я Гедими́новна) (* zwischen 1316 und 1321; † 11. März 1345) war eine Großfürstin Moskaus. Sie war wahrscheinlich die Tochter von Gediminas, dem Großfürsten Litauens, und die erste Ehefrau von Simeon von Moskau.
Dass sie eine Tochter Gediminas war, ist nicht vollständig bewiesen, doch aufgrund der hohen Bedeutung ihrer Hochzeit mit Simeon und Gediminas planvoller Heiratspolitik schlossen die meisten Historiker darauf, dass sie ein Mitglied von Gediminas’ Dynastie gewesen sein muss.
Im November oder Dezember 1333 wurde Aigustė auf den Namen Anastasia getauft, um Simeon heiraten zu können. 1341 wurde er Großfürst Moskaus. Diese Heirat hatte großes politisches Potenzial, da Litauen und Moskau zu dieser Zeit Rivalen um die Vorherrschaft in Ruthenien waren. Doch bereits zwei Jahre nach der Heirat brachen die Konflikte erneut aus.
Ihre beiden Söhne Wassili und Konstantin starben im Kindesalter. Ihre Tochter Wassilissa heiratete 1350 Michail Wassiljewitsch von Kaschin, einen Fürsten Twers, der Litauen feindlich gegenüberstand. Ihr Bruder Jaunutis bat sie um Hilfe, als er 1345 von Algirdas gestürzt wurde. Kurz vor ihrem Tod am 11. März 1345 wurde Aigustė Nonne. Sie wurde in einer Klosterkirche innerhalb des Moskauer Kremls, deren Bau sie selbst finanziert hatte, begraben.